# Turdoides
Turdoides (babbelaars) is een geslacht van zangvogels uit de familie Leiothrichidae.  In 2018 verscheen een uitgebreide studie waarin de stamboom van de Leiothrichidae werd herzien. Het geslacht Turdoides werd opgesplitst en meer dan de helft van de soorten is verplaatst naar het geslacht Argya.  Na deze opsplitsing telt het geslacht Turdoides nog 19 soorten die allemaal voorkomen in Afrika, met uitzondering van de egelbabbelaar (T. nipalensis) in Nepal. 
Het zijn meestal vogels van het formaat van een merel, met een lange staart en nogal saai grijs of bruin gekleurd. Ze hebben de gewoonte om in luidruchtige groepjes rond te vliegen en te foerageren.

## Soorten
Het geslacht kent de volgende soorten:
- Turdoides atripennis  – Kapucijntimalia
- Turdoides bicolor  – Eksterbabbelaar
- Turdoides chapini  – Chapins bergtimalia
- Turdoides gilberti  – Serles bergtimalia
- Turdoides gymnogenys  – Naaktwangbabbelaar
- Turdoides hartlaubii  – Zuidelijke witstuitbabbelaar
- Turdoides hindei  – Hindes babbelaar
- Turdoides hypoleuca  – Bonte babbelaar
- Turdoides jardineii  – Pijlpuntbabbelaar
- Turdoides leucocephala  – Witkopbabbelaar
- Turdoides leucopygia  – Noordelijke witstuitbabbelaar
- Turdoides melanops  – Zwartteugelbabbelaar
- Turdoides nipalensis  – Egelbabbelaar
- Turdoides plebejus  – Sahelbabbelaar
- Turdoides reinwardtii  – Zwartkapbabbelaar
- Turdoides rufocinctus  – Rothschilds bergtimalia
- Turdoides sharpei  – Taborababbelaar
- Turdoides squamulata  – Geschubde babbelaar
- Turdoides tenebrosa  – Oeverbabbelaar